# 노르드주의
노르드주의(Nordicism)는 인종주의 이데올로기의 하나로 노르드 인종을 우월한 민족으로, 혹은 때때로 위험에 처한 인종 집단으로 보는 관점을 말한다. 이에 대하여 다룬 책은 매디슨 그랜트의 책 < 위대한 인종의 소멸 > (1916), 아더 드 고비뉴의 < 인류의 불평등에 관한 에세이 > (1853), 휴스톤 스튜어트 챔버레인의 < 19세기의 초석들 > (1899), 윌리엄 Z 리플리의 < 유럽의 인종들 > (1899) 등이 있다. 이러한 이데올로기는 19세기에서 20세기에 독일어를 말하는 유럽과 북서, 중앙, 북유럽 국가뿐만 아니라, 북아메리카와 호주까지 광범위하게 풍미하였다.

## 같이 보기
- 아파르트헤이트
- 쿠 클럭스 클랜
- 화이트 내셔널리즘
- 백인 우월주의